# Jelizaveta Gretsjisjnikova
Jelizaveta Andrijanovna Gretsjisjnikova, Russisch: Елизавета Андрияновна Гречишникова, (Oefa, 12 december 1983) is een Russische atlete, die is gespecialiseerd in de 5000 m en de 10.000 m.

## Biografie
In 2007 won Gretsjisjnikova op de 5000 m bij de universiade in Bangkok een bronzen medaille. Op de Europese kampioenschappen van 2010 in Barcelona eindigde ze als achtste op de 5000 m. In 2012 nam Gretsjisjnikova deel aan de Olympische Spelen in Londen. Op de 10.000 m eindigde ze op de negentiende plaats.
Op 25 oktober 2013 geraakte bekend, dat Gretsjisjnikova door het Russische dopingagentschap was geschorst voor een periode van twee jaar. Bijkomend werden al haar resultaten vanaf 18 augustus 2009 geschrapt uit officiële wedstrijden. Haar schorsing liep af op 15 oktober 2015.

## Titels
- Russisch kampioene veldlopen - 2009

## Persoonlijke records
Outdoor
| Onderdeel | Prestatie | Datum        | Plaats     |
| --------- | --------- | ------------ | ---------- |
| 1500 m    | 4.15,28   | 31 juli 2007 | Tula       |
| 3000 m    | 9.12,54   | 24 juli 2006 | Zjoekovski |
| 5000 m    | 15.07,15  | 19 juli 2008 | Kazan      |

Indoor
| Onderdeel | Prestatie | Datum            | Plaats    |
| --------- | --------- | ---------------- | --------- |
| 3000 m    | 9.09,38   | 19 februari 2017 | Moskou    |
| 5000 m    | 15.57,98  | 11 februari 2007 | Wolgograd |

## Palmares

### 3000 m
- 2006: 4e Znamenskiy Memorial - 9.12,54

### 5000 m
- 2006: 6e Russische kamp. - 15.33,53
- 2007:  Universiade - 15.50,58
- 2008: 7e Russische kamp. - 15.07,15
- 2009:  Russische kamp. - 15.16,88
- 2009: 9e in 1/2 fin. WK - 15.53,41
- 2010:  Russische kamp. - 15.14,19
- 2010: 7e EK - 15.16,19
- 2011:  Russische kamp. - 15.02,38
- 2011: 14e WK - 15.45,61

### 10.000 m
- 2012: 19e OS - 32.11,32
- 2012:  Russische kamp. in Moskou - 31.07,88

### veldlopen
- 2007: 65e WK (lange afstand) in Mombasa- 31.24
- 2009:  Russische kamp. in Zhukovskiy - 20.06
- 2010: 22e EK in Albufeira - 28.06